# Cerovica (gmina Sokobanja)
Cerovica (cyr. Церовица) – wieś w Serbii, w okręgu zajeczarskim, w gminie Sokobanja. W 2011 roku liczyła 33 mieszkańców.